# Hendrik Uittien

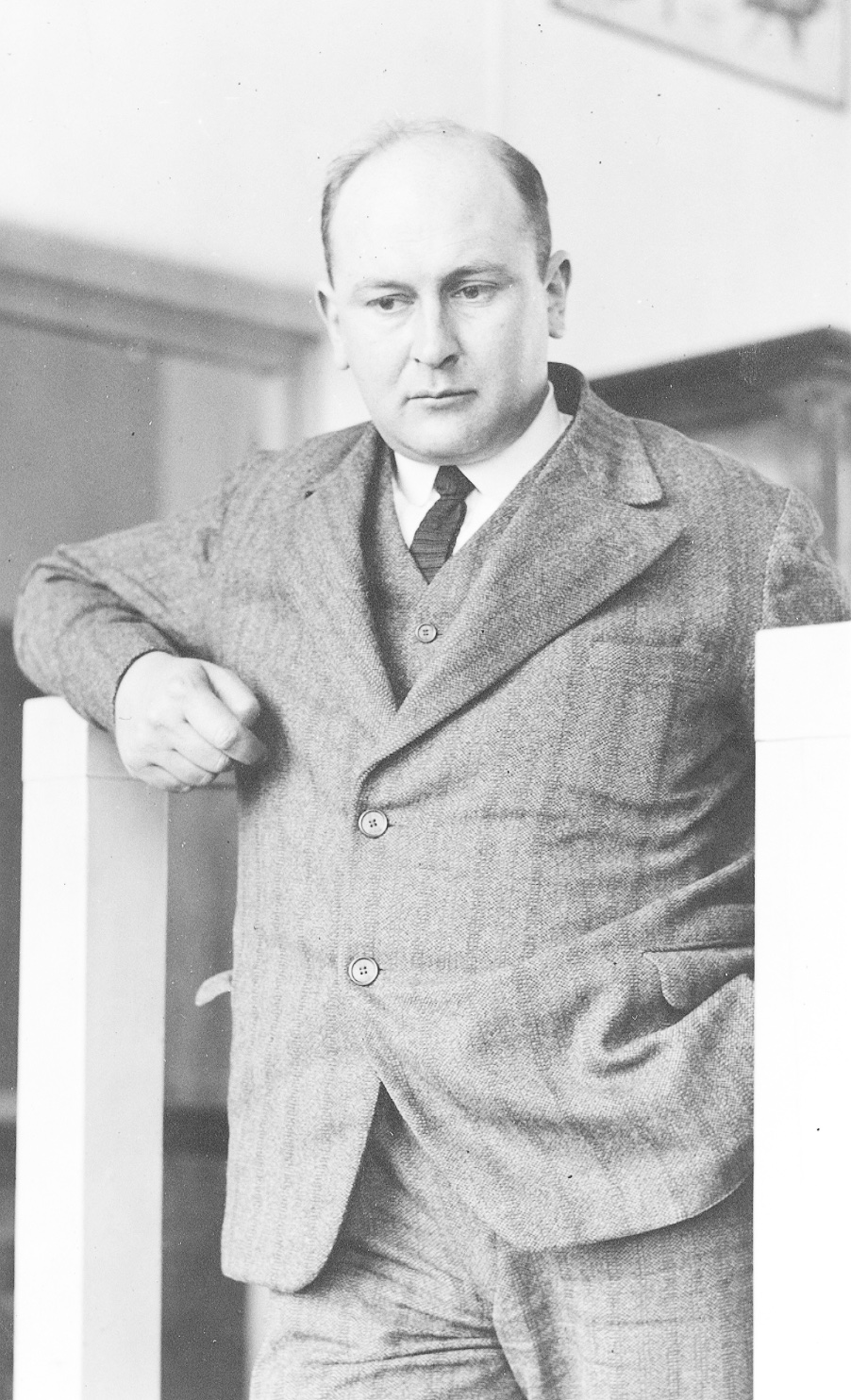
Hendrik Uittien voor de klas op de Middelbare Koloniale Landbouwschool in Deventer.

Dr. Hendrik Uittien (Brummen, 16 september 1898 – Vught, 10 augustus 1944) was een Nederlandse botanicus en volkskundige gespecialiseerd in morfologie en 'plantlore', oftewel 'etnobotanie'. Hij werd in Kamp Vught gefusilleerd vanwege zijn werk voor de illegale krant Trouw. 

## Loopbaan
Uittien studeerde biologie aan de Rijksuniversiteit Utrecht en promoveerde in 1929 aan diezelfde universiteit bij professor Went  op het proefschrift Über den Zusammenhang von Blattnervatur und Sprossverzweigung. Hij onderzocht daarin de samenhang tussen bladvorm en bloeiwijze van planten. Na zijn studie was hij onder andere conservator bij het Botanisch Museum en Herbarium en privaat-docent in de geschiedenis van de botanie aan de Utrechtse universiteit. Hij was gedurende twee periodes leraar aan de Deventerse Middelbare Koloniale Landbouwschool, totdat de Duitse bezetters hem in 1941 ontsloegen wegens anti-Duitse gezindheid.
Op wetenschappelijk gebied publiceerde hij met name op het gebied van de botanische systematiek en morfologie. Hij was lid van de internationale nomenclatuurcommissie, correspondeerde met vele botanici in binnen- en buitenland en werkte mee aan de Flora Neerlandica, de meest uitgebreide Nederlandse wetenschappelijke flora. Uittien schreef daarnaast een groot aantal volksundige artikelen over planten, streekgerechten en dialect. Voor het gedenkboek dat in 1935 verscheen ter gelegenheid van de zeventigste verjaardag van Jac. P. Thijsse, schreef Uittien het artikel ‘Botaniseren in de kerk’ over het gebruik van bossen met wilde planten ('kroedwis of 'kroedwusj') op Maria Hemelvaart (15 augustus) in de katholieke kerk. 
Postuum verscheen van hem in 1946 het boekje De Volksnamen van onze Planten, verzorgd door zijn collega plantkundige en goede vriend Joseph Lanjouw. De familie van Uittien schonk zijn bibliotheek met antiquarische plantenboeken  in 1945 aan het Laboratorium voor bijzondere plantkunde en plantengeografie van de Rijksuniversiteit Utrecht.

## Oorlog

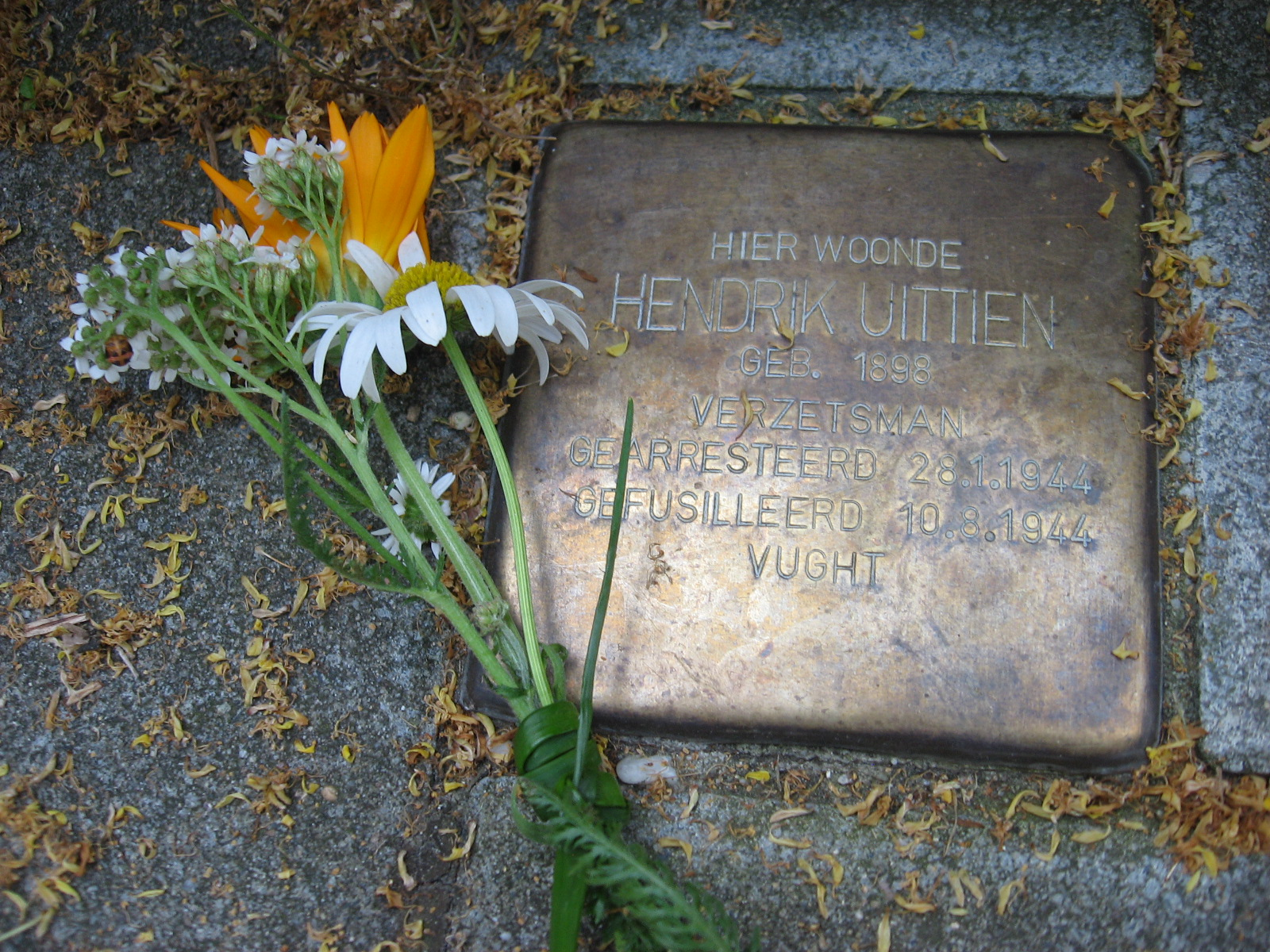
Stolperstein voor de voormalige woning van Hendrik Uittien

In juni 1941 hield Uittien voor (ex-)studenten, hoogleraren en andere medewerkers van de Rijksuniversiteit Utrecht een anti-nazistische lezing en later dat jaar werd hij vanwege zijn anti-Duitse houding ontslagen als leraar. Eind januari 1944 werd Uittien, samen met  andere verspreiders van de illegale Trouw in Deventer, opgepakt en naar Kamp Haaren gebracht, waar ook andere Trouw-gevangenen zaten. Op 5 augustus werd hij door Polizeistandgericht 's-Hertogenbosch wegens 'misdrijven tegen de verordening op de bescherming der orde' ter dood veroordeeld. Hij belandde in Kamp Vught waar hij als een van 'de 23 van 'Trouw'  op 10 augustus 1944 werd gefusilleerd.
In september 2019 is een struikelsteen, ook wel Stolperstein, gelegd voor Uittiens laatste woonadres in Deventer. In 2021 is in diezelfde stad een nieuwe straat naar hem vernoemd en in november van dat jaar verscheen de biografie 'Botanicus in oorlogstijd - leven en werk van Hendrik Uittien' van journalist en auteur Michiel Bussink.